# La Gioconda (còpia del Museu del Prado)
La còpia de La Gioconda és una pintura realitzada a l'oli sobre taula de noguera a principis del segle xvi i conservada des del 1819 al Museu del Prado de Madrid. La primera referència documental és la que es va fer l'any 1666 en un inventari després de la mort del rei Felip IV. L'obra repeteix de manera molt precisa el famós quadre de La Gioconda, obra mestra del pintor italià Leonardo da Vinci exposada al Museu del Louvre. La seva restauració i estudi després d'una petició per participar en l'exposició L'ultime cher-d'oeuvre de Léonard de Vinci, la Sainte Anne de finals de març de 2012 al Louvre van portar a considerar aquesta obra la còpia més important de La Gioconda de Leonardo. Aquesta notícia va ser publicada per primera vegada a començaments de febrer de 2012 a The Art Newspaper, on l'expert Martin Bailey afirmava que era la primera còpia mai realitzada de La Gioconda.
Pel que fa a l'autoria de l'obra, alguns experts han assegurat que la còpia de Madrid va ser realitzada per algun dels alumnes més avantatjats i pròxims a Leonardo, potser Francesco Melzi o Andrea Salai, encara que d'altres entesos italians tendeixen a afirmar que va ser un deixeble espanyol, potser Fernando Yáñez de la Almedina o Hernando de los Llanos, pintors actius en l'àmbit valencià que van col·laborar amb Leonardo.

## Història

La Gioconda original de Leonardo da Vinci

Els orígens de La Gioconda del Museu del Prado estan directament relacionats amb els de l'homònima del Louvre, atès que està provat que les dues obres van ser pintades al mateix temps. Es desconeix, però, quan la còpia va entrar a formar part de la Col·lecció Reial espanyola. No s'han trobat referències segures, per la qual cosa només es poden fer suposicions, com ara que va poder portar-la al país l'escultor Pompeo Leoni, qui posseïa valuosos dibuixos de Leonardo; tanmateix, falten proves documentals que fonamentin aquesta hipòtesi. Juntament amb centenars d'obres de propietat reial, la pintura va passar al Prado en la seva etapa fundacional i s'hi troba des de l'obertura del museu l'any 1819.

### Redescoberta de l'aspecte original

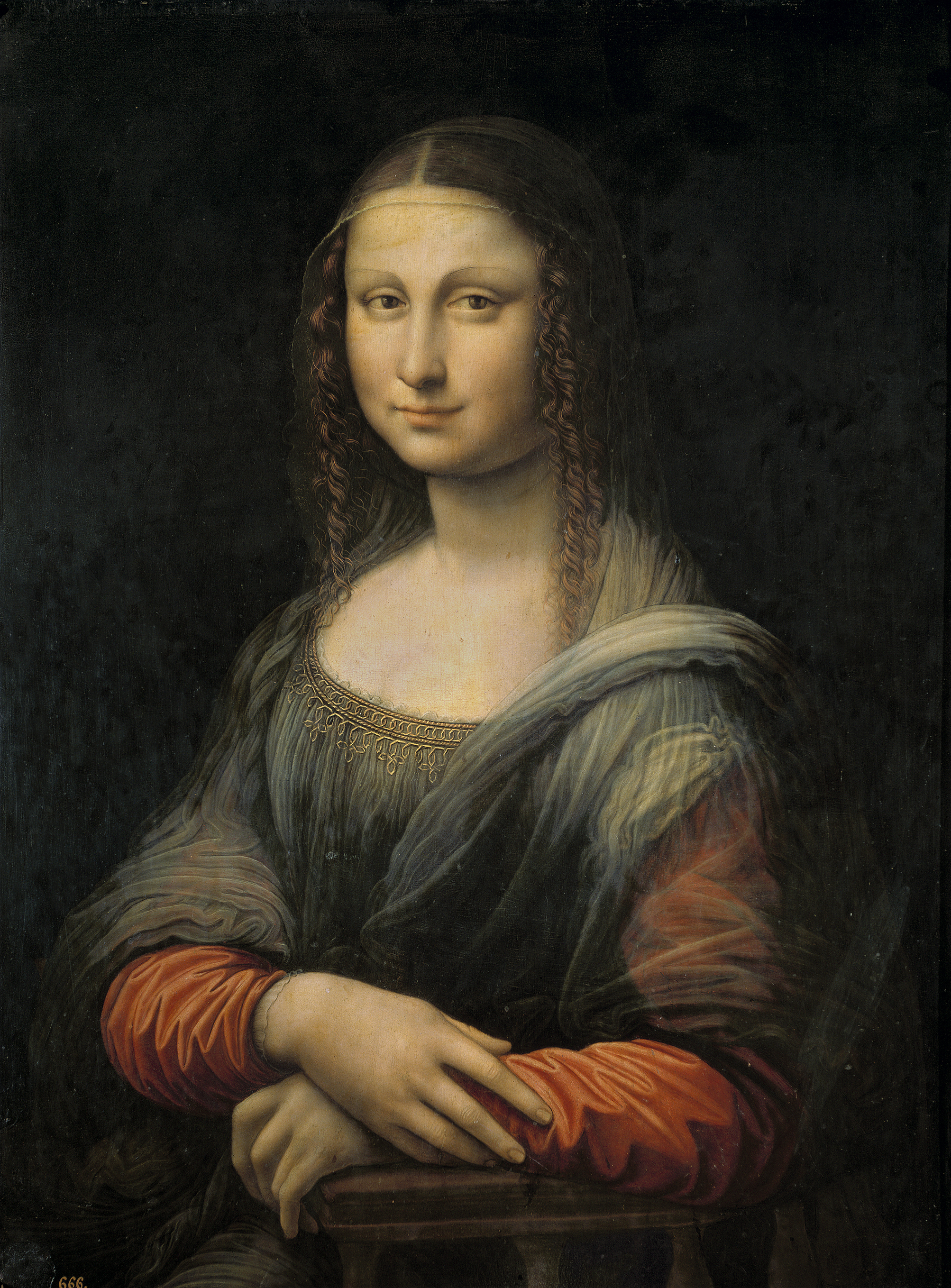
Aspecte de la còpia abans de la restauració, amb el fons repintat de negre

## Intervenció

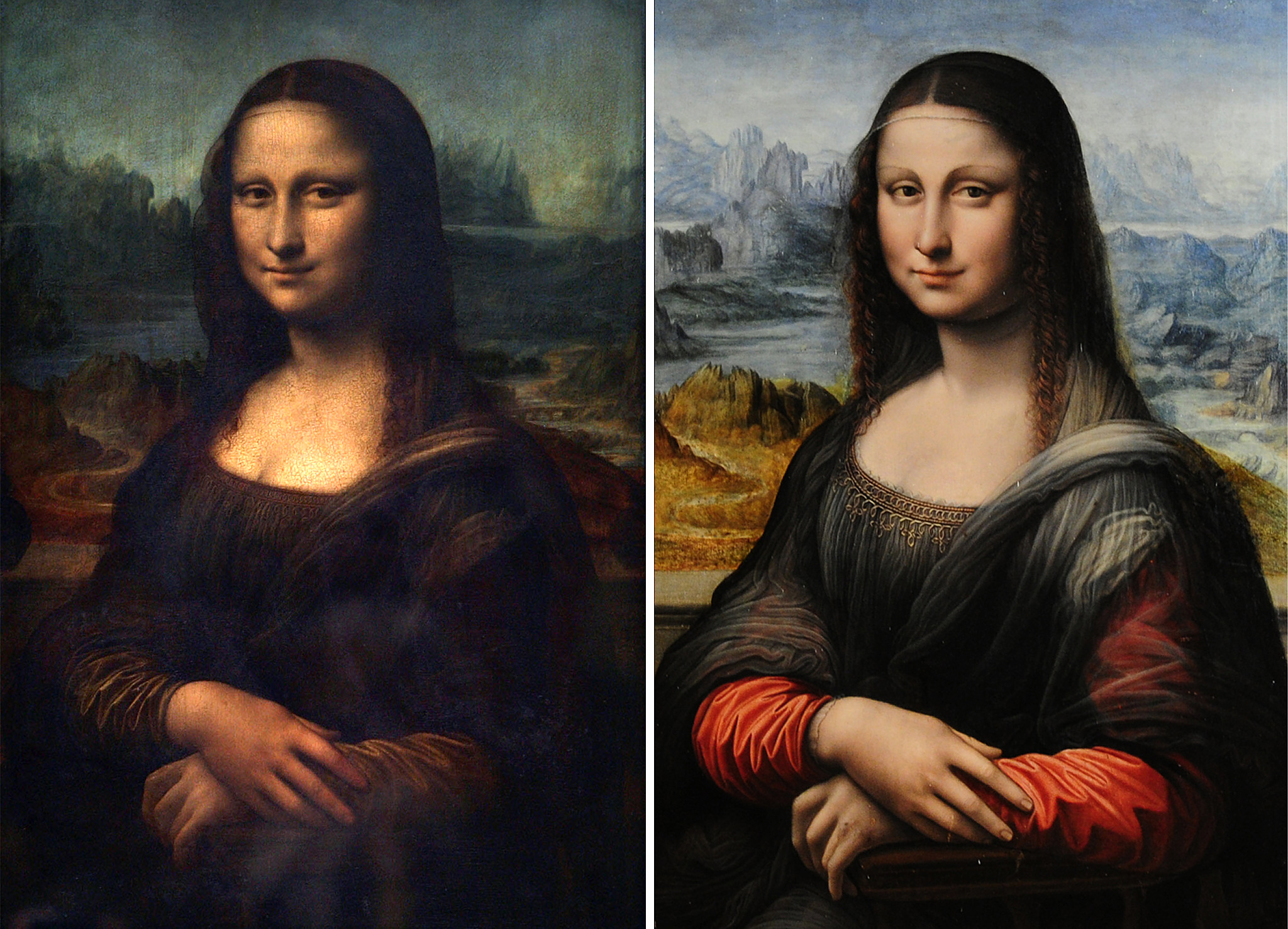
La Gioconda de Leonardo i La Gioconda del Museu del Prado ja restaurada.

## Atribució

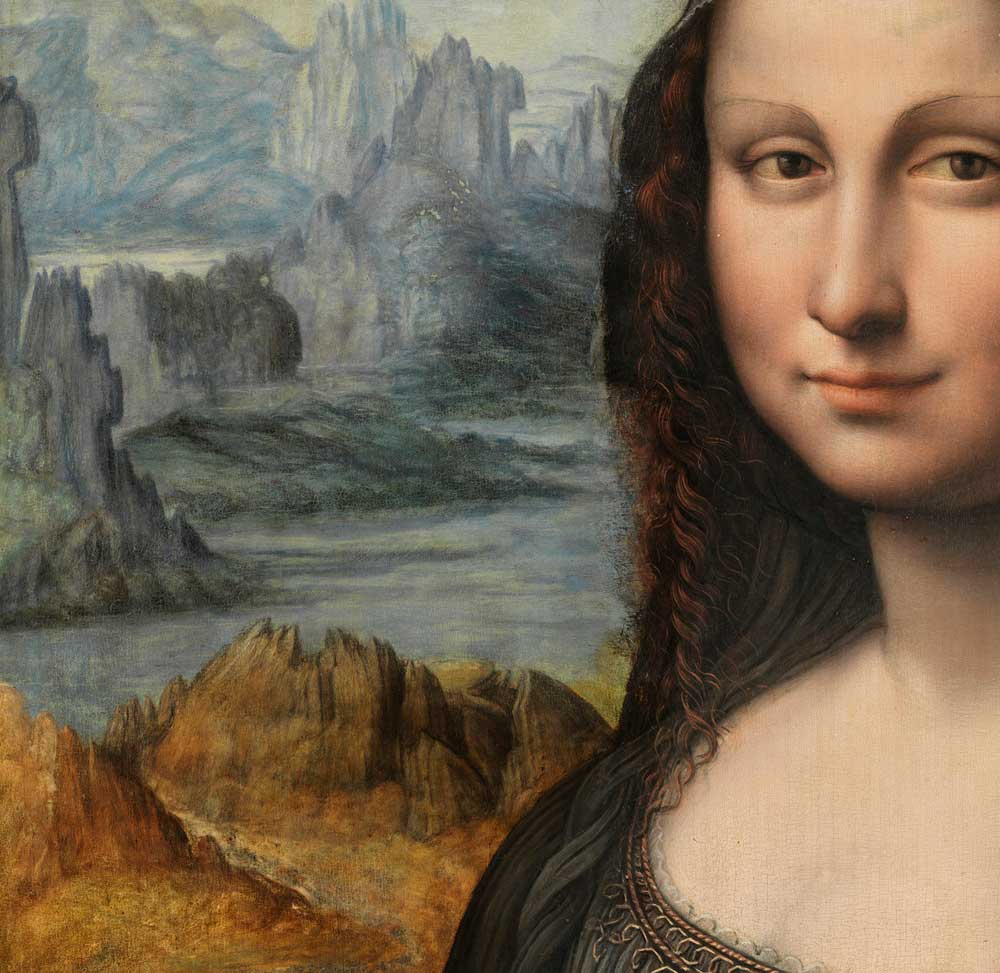
Detall de la còpia un cop restaurada

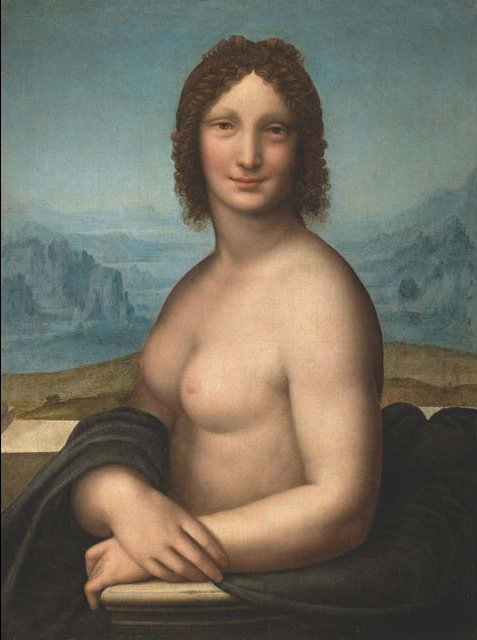
La Monna Vanna (col·lecció privada de Suïssa), pintura de Salai